# Mihail Batura
Mihail Batura (belarusă Міхаіл Паўлавіч Батура, n. 16 mai 1950, Kliukavičy⁠(d), Broĺnicki sieĺsaviet⁠(d), RSS Bielorusă, URSS) este un om de știință bielorus și rector universitar, acuzat de represiuni politice împotriva studenților implicați în proteste ca urmare a alegerilor din decembrie 2010.

## Biografie
Este doctor în științe tehnice, profesor, rector al Universității de Stat din Belarus de Informatică și Radioelectronică în perioada 2000 - 2018; membru al Academiei Internaționale de Științe de Învățământ Superior (International Higher Education Academy of Sciences). Domeniile sale de interes științific includ analiza sistemelor, prelucrarea și controlul informațiilor în sistemele tehnice și organizaționale. Mihail Batura este autorul a peste de 150 de lucrări și publicații științifice.
În cadrul sancțiunilor internaționale împotriva regimului din Belarus ca urmare a represiunii opoziției după alegerile prezidențiale din Belarus din 2010, Mihail Batura a fost supus interdicției de a călători și i s-au înghețat activele de către Uniunea Europeană, ca parte a unei liste a oficialilor bieloruși responsabili de propagandă, represiuni politice și fraudarea alegerilor.
În decizia sa, Consiliul Uniunii Europene l-a acuzat pe Batura de responsabilitatea „expulzării studenților implicați în proteste în urma alegerilor din decembrie 2010.”
În 1970, a primit Medalia de comemorare a aniversării a 100 de ani de la nașterea lui Vladimir Ilici Lenin (în rusă В ознаменование 100-летия со дня рождения Владимира Ильича Ленина). 
În 1999 și 2003 a publicat la Minsk Teoria circuitelor electrice (Теория электрических цепей) împreună cu Kurulev A.P. și Kuznețov A.P.